# ماریسل
ماریسُل (اسپانیایی: Marisol‎؛ زادهٔ ۴ فوریهٔ ۱۹۴۸) بازیگر و خواننده اهل اسپانیا است.
او در دههٔ ۶۰ میلادی شهرت زیادی در اسپانیا داشت.
از فیلم‌ها یا برنامه‌های تلویزیونی که وی در آن نقش داشته است می‌توان به کارمن اشاره کرد.